# Клён красный
Клён кра́сный (лат. Ácer rúbrum) — листопадное дерево, одно из наиболее часто встречающихся в восточной части Северной Америки; вид рода Клён семейства Сапиндовые (по устаревшей классификации входил в семейство Клёновые).

## Ботаническое описание

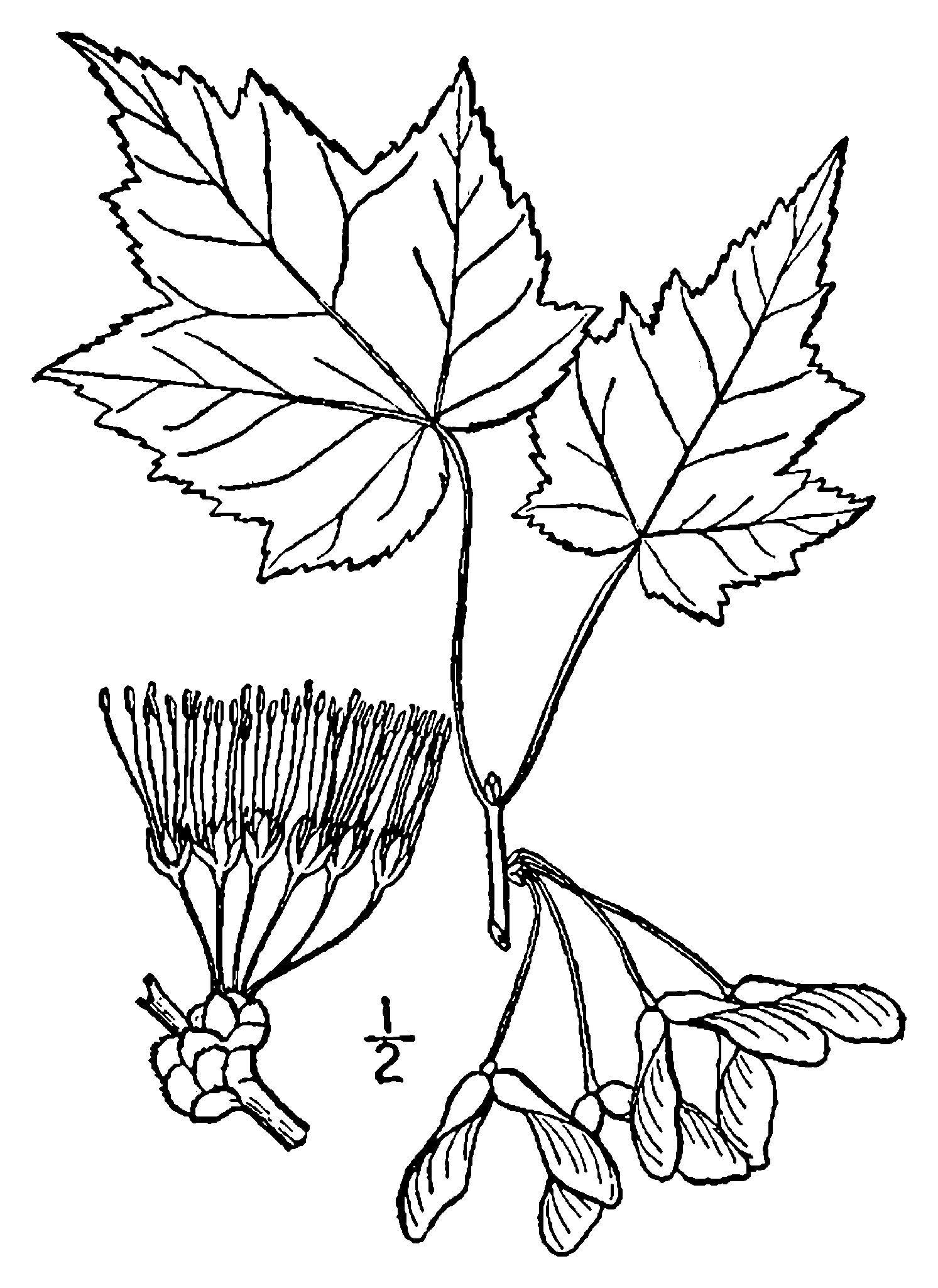
Ботаническая иллюстрация из книги Н. Л. Бриттона (Nathaniel Lord Britton) и А. Брауна (Addison Brown) Illustrated flora of the northern states and Canada, 1913.

Листопадное дерево средних размеров, 9—28 м высотой и диаметром ствола до 1,6 м. Хотя клён красный довольно легко идентифицируется, он обладает довольно широкими морфологическими характеристиками, более чем любой другой клён Северной Америки. Самый простой способ распознавания данного вида — это форма листьев.
Как и у других представителей данного рода, листья клёна красного расположены супротивно и в зимнее время опадают. Листья простые, 5—10 см длиной, дланевидные с тремя—пятью одинаковой ширины зубчатыми лопастями неправильной формы (для сравнения, у близкого ему вида клёна серебристого (Acer saccharinum) зубцов как правило 5 и они гораздо глубже изрезаны). Верхняя часть листа светло-жёлтая, нижняя бледная. Черешки обычно красные, так же как и почки. Осенью листья становятся ярко-красными.
Кора гладкая, варьирует от серо-коричневого до белого цвета, с возрастом темнеет и покрывается трещинами. Веточки схожи с веточками клёна серебристого — красные, с V-образными листовыми рубцами, только у клёна серебристого на изломе они неприятно пахнут. На многих веточках есть карликовые побеги.
Почки тупые, неопушённые, от красного до серовато-коричневого цвета, в зимнее время хорошо видны на расстоянии.

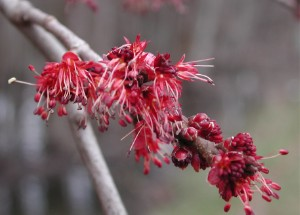
Женские цветки

Цветки разнополые (хотя мужские и женские цветки расположены на одном дереве). Женские семенные цветки ярко-красные, каждый с пятью лепестками и пятью чашелистиками, собранными в кисть. Мужские цветки представляют собой лишь жёлтые тычинки, выступающие из карликовых веточек на ветке. У молодых деревьев могут присутствовать цветки только одного пола. Цветение начинается ранней весной, до появления листьев.
Плод представляет собой крылатку, цветовая гамма которой варьирует между красным, жёлтым и коричневыми цветами. Крылатки 15—25 мм длиной, появляются парами под углом в 50—60 градусов.
Клён красный часто создаёт гибрид с близким ему клёном серебристым. Полученный гибрид × freemanii имеет признаки обоих видов.
Живут клёны красные 100—200 лет, но иногда и дольше.

## Распространение и экология
Клён красный распространён в Северной Америке, к югу и востоку от Лесного озера (англ. Lake of the Woods) на границе американского штата Миннесота и канадской провинции Онтарио. На восточном побережье Северной Америки ареал на севере ограничен Ньюфаундлендом и Новой Шотландией, на юге городом Майами во Флориде. Юго-западная граница распространения проходит в штате Техас.
Клён красный легко адаптируется к широкому кругу природных ландшафтов: его можно встретить как на болотистых, так и бедных питательными веществами засушливых почвах. Он также легко уживается при широком разбросе значений водородного показателя, хотя в щелочной среде может страдать желтухой (болезнь растений, отсутствие хлорофилла).
Доминирует или выступает одним из доминантов в лиственных лесах и заболоченных местностях с присутствием ясеня чёрного (Fraxinus nigra), берёзы аллеганской (Betula alleghaniensis), дуба бархатистого (Quercus velutina), дуба красного (Quercus rubra), тополя осиновидного (Populus tremuloides) и вязов (Ulmus spp). На возвышенностях с умеренным увлажнением занимает верхний ярус растительности среди ликвидамбара смолоносного (Liquidambar styraciflua) и дуба болотного (Quercus palustris).

## Природное значение
Листьями и веточками клёна красного в дикой природе питаются белохвостые олени (Odocoileus virginianus), лоси (Alces alces), олени вапити (олень вапити) и американские беляки (Lepus americanus). На ветках клёна часто гнездятся совки (Otus), хохлатые дятлы (Dryocopus pileatus) и золотые шилоклювые дятлы (Colaptes auratus)

## Применение

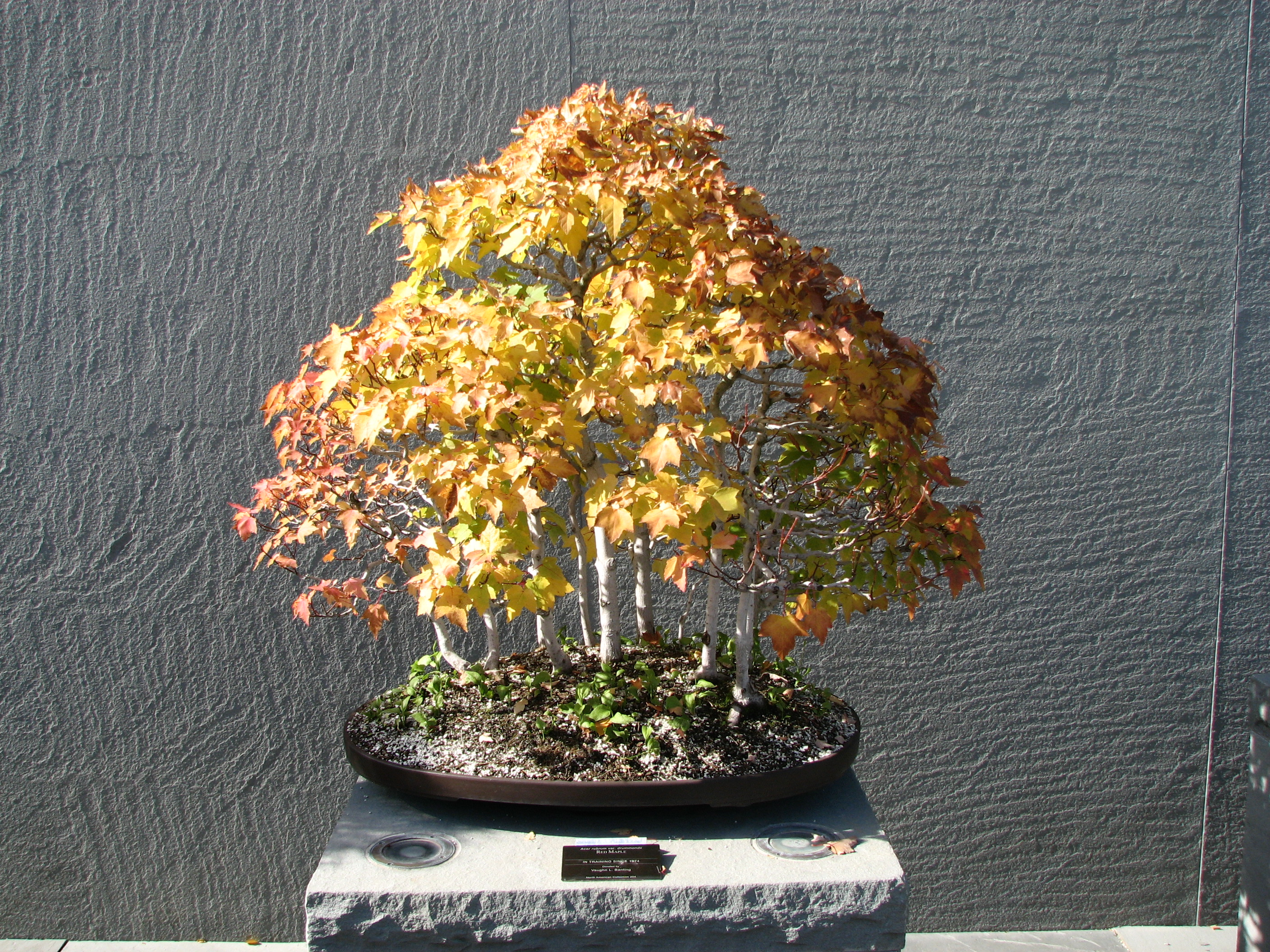
Растение клёна красного в технике бонсай

Используется для изготовления мебели, фанеры, бочек, деревянной тары, паркета и железнодорожных шпал. Как и клён сахарный, используется для приготовления кленового сиропа, хотя и реже.
Красный клён часто используется в зелёных насаждениях парков и садов, кроме тех мест, где почвы щелочные или кислые. Особенно его высаживают там, где много места для его корневой системы. Преимуществами этого клёна называют толерантность к влажным и сухим ландшафтам, к загрязнению окружающей среды. Красные клёны привлекают к себе белок, которые питаются почками клёна ранней весной, когда их рацион крайне ограничен. Недостатком красного клёна называют его высокую, хотя и несколько меньшую по сравнению с серебристым и сахарным клёнами, инвазивность — он способен вытеснять близко растущие растения благодаря своей плотной листве и неглубокой корневой системе.

## Некоторые сорта
Сорта отличаются размерами и формой листовых пластинок, их осенним цветом, а также особенностями роста и формы крон. Часть сортов реализуемых, как сорта клёна красного, на самом деле являются сортами клёна Фримана (Acer х freemanii) являющегося естественным или искусственным гибридом клёна серебристого (Acer saccharinum) с кленом красным (Acer rubrum).
- 'October Glory' (syn. 'PN10268') — дерево высотой 6—12 м. Крона широко овальная. Листья летом глянцевые, средне-зелёные, осенью малиново-красные. Зоны морозостойкости: от 4 до более тёплых[3].
- 'Red Sunset' — дерево высотой 6—12 м. Крона овальная. Листья летом тёмно-зелёные, осенью от оранжево-красных до красных. Зоны морозостойкости: от 4 до более тёплых[4].

## Классификация

### Таксономия[5]
Acer rubrum L., Species Plantarum. 1753.
Вид Клён красный относится к роду Клён (Acer) подсемейства Конскокаштановые (Hippocastanoideae) семейства Сапиндовые (Sapindaceae) порядка Сапиндоцветные (Sapindales). Кладограмма в соответствии с Системой APG IV по состоянию на июнь 2023 года:
|  |                                      |  |                                   |                                   |                      |  | ещё 8 семейств | ещё 8 семейств     |                               |  |  |  | ещё 4 рода    | ещё 4 рода   |  |  |
|  |                                      |  |                                   |                                   |                      |  | ещё 8 семейств | ещё 8 семейств     |                               |  |  |  | ещё 4 рода    | ещё 4 рода   |  |  |
|  |                                      |  |                                   | порядок Сапиндоцветные            |                      |  |                |                    | Подсемейство Конскокаштановые |  |  |  |               | Клён красный |  |  |
|  |                                      |  |                                   | порядок Сапиндоцветные            |                      |  |                |                    | Подсемейство Конскокаштановые |  |  |  |               | Клён красный |  |  |
|  | отдел Цветковые, или Покрытосеменные |  |                                   |                                   | семейство Сапиндовые |  |                |                    | род Клен                      |  |  |  |               |              |  |  |
|  | отдел Цветковые, или Покрытосеменные |  |                                   |                                   |                      |  |                |                    |                               |  |  |  |               |              |  |  |
|  |                                      |  | ещё 63 порядка цветковых растений | ещё 63 порядка цветковых растений |                      |  |                | еще 3 подсемейства | еще 3 подсемейства            |  |  |  | еще 168 видов |              |  |  |
|  |                                      |  |                                   | ещё 63 порядка цветковых растений |                      |  |                |                    | еще 3 подсемейства            |  |  |  |               |              |  |  |

### Синонимы
- Acer carolinianum  Walter
- Acer coccineum  F.Michx.
- Acer drummondii  Hook.  &  Arn.
- Acer drummondii  Hook.  &  Arn.  ex  Nutt.
- Acer fulgens  Dippel
- Acer glaucum  Marshall
- Acer glaucum  K.Koch
- Acer hypoleucum  K.Koch
- Acer microphyllum  Pax
- Acer rubrum f. breviramusculum  Vict.
- Acer rubrum f. clausum  (Pax)  Schwer.
- Acer rubrum f. columnare  (Rehder)  Dans.
- Acer rubrum f. drummondii  (Hook.  &  Arn.  ex  Nutt.)  Schwer.
- Acer rubrum f. microphyllum  (Wesm.)  Schwer.
- Acer rubrum f. pallidiflorum  (K.Koch  ex Pax)  Fernald
- Acer rubrum f. palmatum  Schwer.
- Acer rubrum f. pendulum  (Van Houtte)  Schwer.
- Acer rubrum f. rotundata  Sarg.
- Acer rubrum f. rubrum  –
- Acer rubrum f. sanguineum  (Spach)  Lavallée
- Acer rubrum f. semiorbiculatum  (Pax)  Schwer.
- Acer rubrum f. tomentosum  (Tausch)  Dans.
- Acer rubrum f. tridens  (Alph.Wood)  B.Boivin
- Acer rubrum f. viride  (Detmers)  A.E.Murray
- Acer rubrum f. wagneri  K.Koch
- Acer rubrum subsp. carolinianum  (Walter)  W.Stone
- Acer rubrum subsp. drummondii  (Hook.  &  Arn.  ex  Nutt.)  A.E.Murray
- Acer rubrum subsp. microphyllum  Wesm.
- Acer rubrum subsp. semiorbiculatum  (Pax)  Wesm.
- Acer rubrum subsp. tomentosum  (Tausch) Pax
- Acer rubrum var. clausum  Pax
- Acer rubrum var. coccineum  Aiton
- Acer rubrum var. columnare  Rehder
- Acer rubrum var. drummondii  (Hook.  &  Arn.  ex  Nutt.)  Sarg.
- Acer rubrum var. eurubrum  Pax
- Acer rubrum var. globosum  Rehder
- Acer rubrum var. intermedium  Lodd.  ex  Loudon
- Acer rubrum var. latifolium  Schwer.
- Acer rubrum var. pallidiflorum  K.Koch  ex Pax
- Acer rubrum var. pallidum  Aiton
- Acer rubrum var. pendulum  Lavallée
- Acer rubrum var. rubrocarpum  Detmers
- Acer rubrum var. sanguineum  (Spach) Pax
- Acer rubrum var. schlesingeri  Sarg.
- Acer rubrum var. stenocarpum  Ashe
- Acer rubrum var. tomentosum  (Du Tour)  Tausch
- Acer rubrum var. tridens  Alph.Wood
- Acer rubrum var. trilobum  Torr.  &  A.Gray  ex  K.Koch
- Acer rubrum var. virginianum  Tausch
- Acer rubrum var. viride  Detmers
- Acer sanguineum  Spach
- Acer semiorbiculatum  Pax
- Acer splendens  Dippel
- Acer wagneri  Wesm.
- Rufacer carolinianum  (Walter)  Small
- Rufacer drummondii  (Hook.  &  Arn.  ex  Nutt.)  Small
- Rufacer rubrum  (L.)  Small

## Галерея

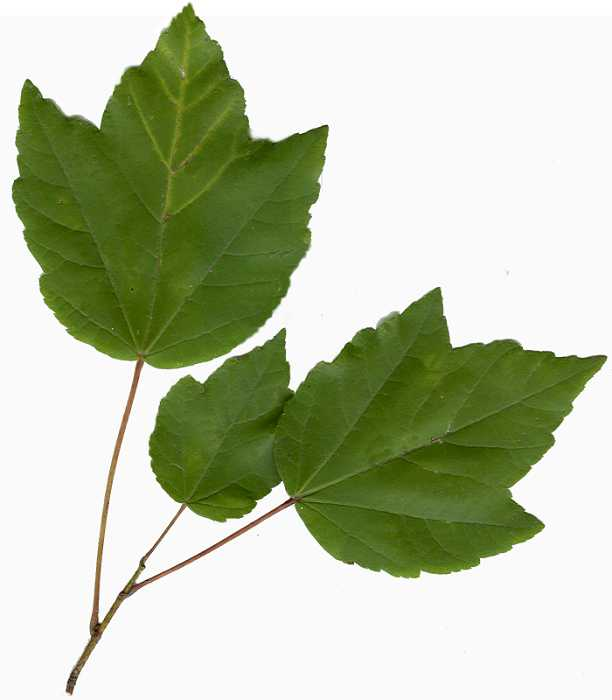
Листья
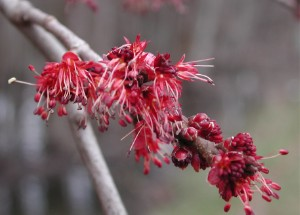
Цветки
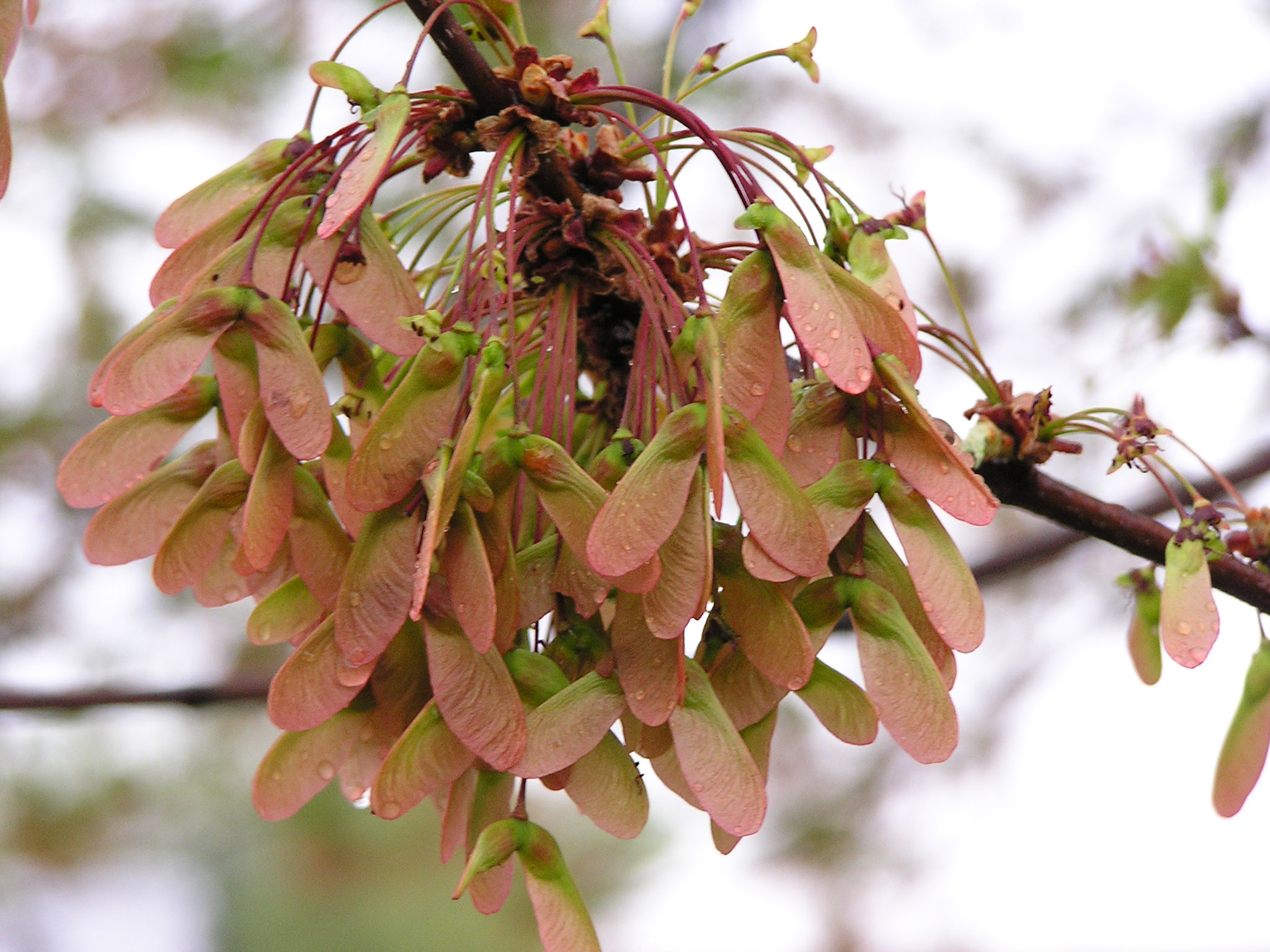
Плоды